# Wilhelm Maybach

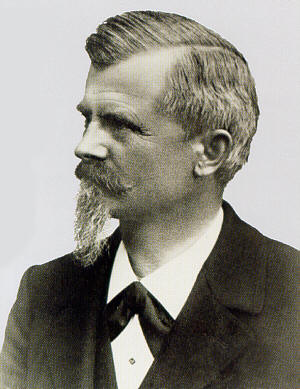
Wilhelm Maybach

Wilhelm Maybach (Heilbronn, 9 februari 1846 – Stuttgart, 29 december 1929) was een Duits machinebouwer en industrieel die werkzaam was in de automobielindustrie. Hij bouwde motoren en ontwierp auto's.
Vanaf het midden van de 19e eeuw werkten Maybach en Gottlieb Daimler samen aan het ontwikkelen van lichtgewicht verbrandingsmotoren voor toepassing in elke omgeving (te land, ter zee en in de lucht). Onder hun ontwerpen waren de eerste motorfiets, het eerste motorrijtuig op vier wielen, de eerste motorboot en de eerste 'echte' auto in de vormgeving die wij tegenwoordig kennen (de Mercedes).
Maybach leverde een belangrijke bijdrage aan de vroege automobielproductie. Rond 1890 werd hij de "Koning van de Constructeurs" genoemd in Frankrijk, 's werelds eerste grootmacht op dat gebied. Hij was technisch directeur van de Daimler Motoren Gesellschaft (DMG), maar kon slecht overweg met de leden van de directie. In 1909 verliet hij DMG en begon hij samen met zijn zoon Karl de Maybach-Motorbau GmbH, die motoren produceerde voor zeppelins. Na het Verdrag van Versailles (1919), toen in Duitsland geen vliegtuigen of luchtschepen meer gebouwd mochten worden, stapte Maybach over op de productie van luxeauto's.
In 1940 produceerde het bedrijf zijn laatste voertuigen voor de civiele markt en na de Tweede Wereldoorlog werd het bedrijf opgedoekt. Daimler-Benz behield echter het merkenrecht op de naam en bracht die in 2002 weer in omloop met een super-deluxe auto.

## Jeugd en vroege loopbaan (1846 - 1869)
Maybachs vader was een timmerman uit Heilbronn. Hij was de enige zoon in een gezin van zes kinderen. Toen hij 8 jaar oud was, verhuisde de familie van Löwenstein (bij Heilbronn) naar Stuttgart. In een periode van drie jaar (1856 - 1859) overleden daar zijn beide ouders: eerst zijn moeder en later zijn vader.
Na een rouwadvertentie van de familie in een plaatselijke krant (de Stuttgarter Anzeiger) werd Maybach als leerling opgenomen door het Bruderhaus, een filantropische instelling te Reutlingen. Daar werd hij onder de vleugels genomen door de oprichter en directeur Gustav Werner, die Maybach's talent voor de techniek opmerkte en hem richting de werkplaats van de school dirigeerde. Op 15-jarige leeftijd was Maybach al goed op weg richting om technisch tekenaar en constructeur te worden en 's middags volgde hij extra lessen natuurkunde en wiskunde aan de openbare middelbare school van Reutlingen. Op zijn 19e was Maybach een gediplomeerd ingenieur die werkte aan lijnmotoren en viel hij op bij de nieuwe directeur van de werkplaats van het Bruderhaus: een 29-jarige constructeur en workaholic genaamd Gottlieb Daimler. Daimler nam Maybach aan als zijn assistent, een band die in stand zou blijven tot Daimler overleed in 1900.

## De viertaktmotor van Daimler en Otto (1869 - 1880)
In 1869 stapte Daimler over naar een ingenieursbureau (de Maschinenbau-Gesellschaft Karlsruhe AG in Karlsruhe) dat werkzaam was op het gebied van zware motoren. Maybach, inmiddels 23 jaar oud, ging met hem mee. Daimler nam zitting in het bestuur, maar beide bleven samen lange nachten op om te werken aan nieuwe motorontwerpen voor allerlei doeleinden: pompen, houtbewerking en metaalbewerking.
Na enige tijd bij de Maschinenbau-Gesellschaft kreeg Daimler een aanbod om technisch directeur te worden van Deutz AG, een fabrikant van gasmotoren in Keulen. Rond die tijd was dat bedrijf de grootste producent van gasmotoren ter wereld en was het voor de helft bezit van de uitvinder Nicolaus Otto. In 1872 ging Daimler op het aanbod in en natuurlijk nam hij Maybach met zich mee. Maybach kreeg de positie van hoofdingenieur.
In 1876 vond Otto de viertaktmotor uit. Het systeem was erg vooruitstrevend maar kon toch niet meekomen met de dominante stoommotoren omdat de viertakt nog te primitief en inefficiënt was voor praktische toepassing. Maybach werd echter uitgezonden naar de wereldtentoonstelling van 1876 in Philadelphia, om de motoren van Deutz aan de man te brengen. Hij keerde in 1877 terug in Keulen, 31 jaar oud, om zich te wijden aan de viertaktmotor om deze voor te bereiden op zijn commerciële introductie.
In 1878 trouwde Maybach met Bertha Wilhelmine Habermaahs, een vriendin van Daimlers vrouw Emma Kunz en afkomstig uit een rijke familie – de Habermaahsen waren landeigenaren in Maulbronn en bezaten een postkantoor. Op 6 juli 1879 beviel Bertha van Karl, de eerste van drie zoons.
Ondertussen hadden Daimler en Otto ruzie gekregen, wat uitliep op Daimlers ontslag bij Deutz in 1880. Hij kreeg een afkoopsom van 112.000 goudmark mee aan aandelen Deutz voor alle octrooien die hij samen met Maybach ontwikkeld en aangevraagd had. Maybach volgde zijn vriend en samen stapten ze over naar een nieuwe onderneming in Cannstatt vlak bij Stuttgart.

## Daimler Motoren: snelle en kleine motoren (1882)
In 1882 verhuisde Maybach op 36-jarige leeftijd naar Zuid-Duitsland. In Cannstatt nam hij zijn intrek in de Taubenheimstrasse, in een chique wijk waar Daimler voor 75.000 goudmark een villa had gekocht. In de tuin bouwden ze een bakstenen uitbreiding aan het ruime, met glas begevelde zomerhuis waarvan de weinige ramen 24 uur per dag door gordijnen bedekt werden. Het werd hun werkplaats, waar ze hele dagen werkten. Hun geheimzinnige kluizenaarsbestaan baarde de buren zorgen; ze schakelden de politie in. Die liet een kopie maken van de sleutel, wachtte tot Daimler en Maybach weg waren en deed een inval. Dit in de verwachting een bende valsemunters op te rollen. Uiteraard troffen ze alleen maar motoren aan. En dus werd de luidruchtige productie hervat.
Daimler en Maybach richtten de Daimler Motoren Gesellschaft op, voor de productie van verbrandingsmotoren. Maybach werd hoofdontwerper en het partnerschap richtte zich op de bouw van kleine en snelle motoren met een constante verbrandingscapaciteit voor universele toepassing: te land, ter zee en in de lucht. Elk van de drie toepassingen werd een lijn, de drie lijnen werden een driepuntige ster: het huidige logo van Mercedes-Benz.
Maybach en Daimler werkten lange dagen om te proberen Otto's viertaktmotor op hogere snelheden te laten draaien. Lichtgas bleek niet te werken als brandstof en uiteindelijk vonden ze iets dat wel werkte, een stof die tot dan toe alleen door apotheken verkocht werd als oplosmiddel: petroleum.
In 1884 werd Maybach vader van een tweede zoon, Adolf.

## De staande klok (1885)
Eind 1883 kwam de eerste Daimler/Maybach motor gereed. Het was een verkleinde uitvoering van de viertaktmotor met een enkele cilinder. Hij was luchtgekoeld, had een gietijzeren vliegwiel, een revolutionair ontstekingsmechanisme en een uitlaatklep met een speciaal reguleringsmechanisme waardoor hoge snelheden mogelijk werden. Met 600 toeren per minuut liet het motorvermogen alle bestaande motoren ver achter zich; 120 of 180 toeren per minuut was destijds de norm. Deze motor geldt als het prototype van alle hedendaagse benzinemotoren.
In 1885 bouwden ze ook de eerste carburateur. Hun uitvinding injecteerde benzinedampen en vermengde deze met lucht tot een mengsel dat als brandstof kon dienen. Datzelfde jaar bouwden ze een grotere uitvoering van de motor, die desondanks redelijk compact bleef, waarin ze hun carburateur verwerkten en ook een verticaal geplaatste cilinder. Ze vroegen er octrooi op aan als een "ongekoelde, warmte-geïsoleerde motor met een ongeregelde warme-buis ontsteking". Volgens de specificaties was het een motor van 100 cc, een paardenkracht bij 600 toeren per minuut – ongehoord voor die tijd. Daimler doopte hun creatie de Staande Klok (die Standuhr) omdat hij hem op zo'n klok vond lijken.
In november 1885 bouwde Daimler een verkleinde versie in in een houten fiets, waarmee de eerste motorfiets een feit was. Het octrooi was getiteld "Voertuig met een gas of petroleum aandrijfmachine", het apparaat werd de "rijdende wagen" (Reitwagen) genoemd. Maybach reed er een parcours van 3 kilometer mee, van Cannstatt naar Untertürkheim, met een gemiddelde snelheid van 12 kilometer per uur.
Op 8 maart 1886 reed het uitvindersduo in het geheim een koets (een ontwerp van Wilhelm Wimpff & Sohn) naar het huis, onder het mom van een verjaardagsgeschenk voor mevrouw Daimler. Maar in feite gaf Maybach leiding aan de inbouw van een vergrote "staande klok" in het vehikel. Het was de eerste auto op vier wielen (toen heette het nog een "rijtuig"). De energie van de motor werd met een riemkoppel overgebracht op de wielen; met 1½ paardenkracht haalde het rijtuig op hetzelfde parcours naar Untertürkheim een gemiddelde snelheid van 16 kilometer per uur.
Daarna pasten Maybach en Daimler hun motor enthousiast op allerlei manieren toe. In 1887 werd hij gemonteerd op een boot van 4,5 meter (de Neckar genaamd, naar de rivier waarop geëxperimenteerd werd) die 6 knopen haalde (11 kilometer per uur). In het begin hadden ze last van kopersangst, omdat mensen bang waren dat de benzinemotor spontaan kon exploderen. Maybach verstopte het ding toen onder een porseleinen huls en beweerde dat het een "olie-elektrisch" apparaat was. Uiteindelijk werd het hun belangrijkste product. De "staande klok" werd ook verschillende keren op het land ingezet, als demonstratie in trams en op een bus. Een luchtballon werd het eerste luchtschip en de hemel werd het volgende werkterrein van het apparaat. Om hun luchtschip te bouwen, paste het duo een ontwerp van een handaangedreven aandrijving aan. Het ontwerp van Friedrich Hermann Wölfert uit Leipzig had nooit gewerkt, maar Daimler en Maybach kregen het met hun motor aan de praat en vlogen er op 10 augustus 1888 mee over Seelberg.
Tegen 1887 verkochten ze hun eerste octrooien in het buitenland. Hun commerciële ambities brachten Maybach naar de Wereldtentoonstelling van 1889 te Parijs om hun resultaten te tonen.

## De tweede Daimler-Maybach automobiel (1889)
De verkopen namen toe, vooral van de Neckar motorboot), en in juni 1887 kocht Daimler een nieuw stuk land aan op de Seelberg in Cannstatt. Een flink eind uit de stad, want de burgemeester was de overlast van de werkplaats zat. Daar bouwde hij werkplaatsen voor 23 werknemers. Van nu af deed Daimler de zakelijke kant; Maybach was hoofd van de ontwerpafdeling.
Tegen 1889 bouwden Daimler en Maybach hun eerste, complete auto zonder aangepaste andere voertuigen als basis en ook zonder de invloed van de fiets op de vormgeving. Hij werd onder licentie gebouwd in Frankrijk, in massaproductie. In oktober 1889 werd de auto door beide uitvinders aan het publiek gepresenteerd. Tegen die tijd gingen Daimler's licenties de hele wereld over en vestigden zij het begin van de moderne auto-industrie: Frankrijk (1890, Panhard & Levassor en Peugeot), het Verenigd Koninkrijk (1896, Daimler Coventry) en de Verenigde Staten (1891, Steinway).

## Het monsterverbond van DMG en de Fenix-motor (1890 tot 1900)
Daimler en Maybach hadden echter financiële problemen; ze konden niet genoeg apparaten verkopen om in bedrijf te blijven en ze verdienden niet genoeg aan hun octrooien. Toen kwamen ze in contact met een tweetal financiers: Max von Duttenhofer en Wilhelm Lorenz, die weer connecties hadden met de invloedrijke bankier Kilian Steiner, de eigenaar van een investeringsbank die van bedrijfjes corporaties maakte. Met hun steun waren ze voorzien van voldoende geld. Op 28 november 1890 richtte het duo de Daimler Motoren Gesellschaft (DMG) op. Deze samenwerking wordt door een aantal Duitse historici gezien als een monsterverbond vanwege de chaos in het daaropvolgende decennium.
Hoewel de financiers de DMG in leven hielden, namen ze ook het bedrijf compleet over. Ze besloten tot het oprichten van meer afdelingen voor lijnmotoren, omdat de bouw van auto's niet rendabel zou zijn. Er kwamen zelfs fusieplannen met Deutz AG.
Daimler en Maybach daarentegen wilden auto's bouwen en verzetten zich tegen Duttenhofer en Lorenz. Enige tijd later kwam Maybach, de hoofdontwerper, in aanvaring met de raad van bestuur. Op 11 februari 1891 verliet hij het bedrijf en begon hij voor zichzelf als ontwerper in Cannstatt; aanvankelijk vanuit zijn huis (met steun van Daimler) en vanaf de herfst 1892 vanuit het voormalig Hotel Hermann. Wederom ten behoeve van Daimler werkte hij zowel vanuit de balzaal als de serre, met 12 werknemers en 5 leerlingen.
In die afzondering werkte Maybach, samen met Daimler en diens zoon Paul, aan hun derde model motor: de Fenix van 1894. DMG nam de motor in productie en de wereld stond versteld van het resultaat: vier cilinders op een enkelgegoten blok, verticaal en in parallel geplaatst. Het apparaat had uitlaatkleppen die bediend werden door een nokkenas, een carburateur met sproeikop en enige verbetering aan de aandrijfriemen. Een aantal van de auto's met deze motor bezetten de eerste plaats in de eerste autowedstrijd ter wereld: Parijs-Rouen, de editie van 1894.
Maybachs creaties gelden als de technologische top van de tweede helft van de 19e eeuw. Hij ontwikkelde verschillende apparaten die alle andere apparatenbouwers nodig hadden en dus wel in licentie moesten nemen. Zijn uitvindingen werden de technische ruggengraat van de vroege auto-industrie in Frankrijk, waar Maybach tot "koning van de constructeurs" werd gekroond.
Als gevolg van de oplopende ruzie met Lorenz werd Daimler uit zijn functie als technisch directeur gezet; in 1893 stapte hij op. Het technische prestige van DMG dreigde aan het bestuurlijk vacuüm ten onder te gaan, tot de Britse industrieel Fredrick Simms in 1894 Fenix-motoren aankocht voor 350.000 mark — met als voorwaarde de terugkeer van Daimler. Met het extra geld kwamen ook de financiën op orde en Daimler keerde terug, eerst als aandeelhouder en later als lid van de raad van bestuur. In 1895 rolde de 1000ste motor van de band en keerde Maybach terug als hoofdingenieur, met een bonus van 30.000 goudmark in aandelen die hij te danken had aan zijn oorspronkelijke contract met Daimler. Beide vertrokken uit het Hotel Hermann.
Maybach bleef octrooien vastleggen. Hij kwam met een revolutionair koelsysteem. Hij begon met een buisradiator met een ventilator, gevolgd door een honingraatradiator. In 1897 volgde de Viktoria, een auto met de motor bevestigd op de vooras. Tussen 1898 en 1899 volgden vijf modellen viercilindermotoren met vermogens tussen de 6 en de 23 paardenkracht.
Maar rond deze tijd werd Maybach getroffen door twee persoonlijke rampen. In 1900 stierf Daimler aan een hartziekte. En zijn tweede zoon, Adolf, bleek schizofreen te zijn en werd voor de rest van zijn leven weggestopt in verschillende instituten — tot 1940, toen hij in het kader van het Aktion T4programma van de nazi's vermoord werd.

## De Mercedes (1900)

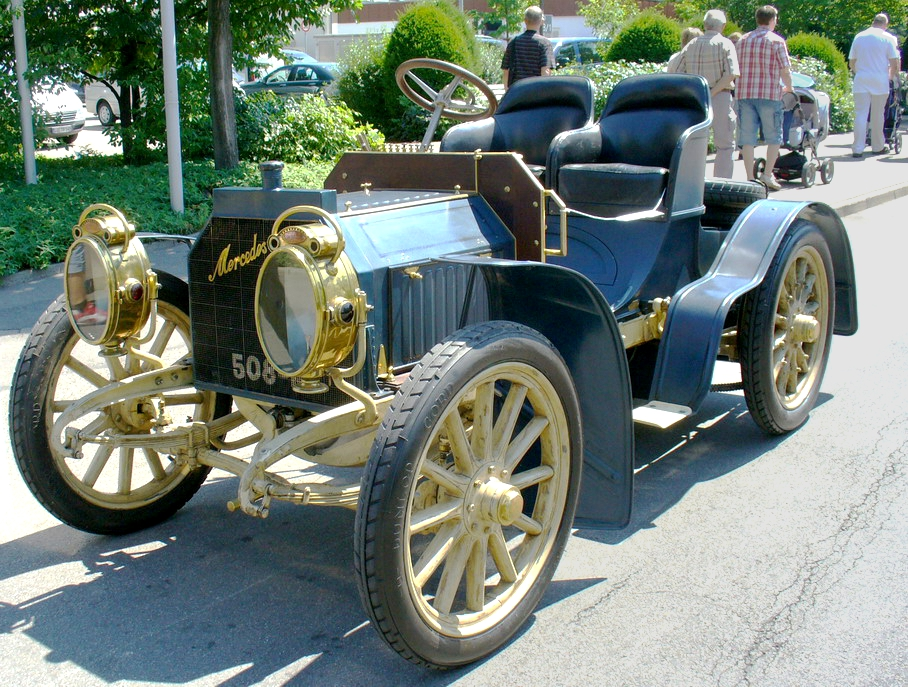
Een Mercedes Simplex dd. 1902 met Maybach motor

Tussen april en oktober 1900 ontwierp Maybach een heel nieuw soort auto, geïnspireerd door de paardenrennen: de Mercedes. In tegenstelling tot eerdere auto's was deze auto qua vormgeving niet gebaseerd op de koets; om die reden geldt de Mercedes als de eerste 'echte' auto. De Mercedes was opgebouwd uit lichtgewicht materialen, had een grotere wielbasis, was lager en had een tot dan toe ongekende topsnelheid: 65,5 kilometer per uur. De auto was uitgerust met een viercilinder motor van 35 pk in verticale opstelling en twee carburateurs, een versnellingsbak met vier versnellingen vooruit en een achteruit en de honingraatradiator.
Hij doopte zijn creatie Mercedes (Spaans voor sierlijkheid), naar Mercedes Jellinek, de dochter van de succesvolle Oostenrijks-Hongaarse handelaar en paardenrenner Emil Jellinek. Maar eerst beloofde Jellinek een grote order te plaatsen voor de auto's (36 stuks, 550.000 goudmark waard) in ruil voor een exclusieve concessie voor de wagen in Oostenrijk-Hongarije, Frankrijk, België en de Verenigde Staten. En uiteraard wel onder de naam van Jellineks renploeg: Mercedes. Het prototype kwam in 1901 gereed (Maybach was toen 55). In juni 1902 besloot DMG het bedrijf te herstructureren, toen bleek dat het Daimler handelsmerk voor heel Frankrijk al gelicenseerd was aan Panhard & Levasor. Sindsdien voerden al hun auto's de naam Mercedes.
In datzelfde jaar legde een enorme brand de DMG-faciliteiten in Cannstatt in de as. Het bedrijf verhuisde naar Untertürkheim. Desondanks was Daimler's Mercedes een doorslaand commercieel succes en Maybach ging door met het produceren van mechanische wondertjes. Waaronder, in 1903-1904 een zescilinder motor met 70 paardenkracht. In 1906 (op zestigjarige leeftijd) bracht hij het begin van de luchtvaart tot stand met de introductie van een hoge-snelheids racemotor van 120 pk met verhoogde luchtinlaat, uitlaatkleppen en dubbele ontsteking.
Maar DMG bleef Maybach een ondergeschikte rol toebedelen; hij werd afgescheept met een rol in het "uitvinders kantoor" (de R&D-afdeling). In 1907 had hij er genoeg van en verliet het bedrijf. Hij werd opgevolgd door Paul Daimler. Datzelfde jaar werd hij door het Verein Deutscher Ingenieuren tot erelid benoemd.

## Zeppelinmotoren (1908)
In 1900 kwam Maybach in contact met graaf Ferdinand von Zeppelin, die verbetering aan probeerde te brengen in de LZ1-motor van Zeppelin (een 12 pk motor). Maybach bouwde voor hem onder de DMG vlag motoren gebaseerd op schetsen van een futuristische 150 pk motor van zijn zoon Karl, die inmiddels afgestudeerd ingenieur was.
Jaren later (1908) probeerde Zeppelin zijn modellen LZ3 en LZ4 aan de overheid te slijten. Maar tijdens een test van de LZ4 op 5 augustus te Echterdingen faalde de motor. Zeppelin moest een noodlanding maken tegen een boom en de motor explodeerde. Het project liep echter niet vast; daarentegen wist men de Duitsers over te halen om met zijn allen spontaan 6¼ miljoen goudmark te doneren. Daarmee vestigde graaf Zeppelin de Luftschiffbau Zeppelin GmbH. Waarop Maybach aanbood om voor Zeppelin nieuwe luchtschipmotoren te ontwerpen. Omdat Maybach niet meteen kon beginnen (hij lag juridisch in de clinch met DMG), begon Karl in zijn plaats aan het werk. Op 23 maart 1909 kwam de overeenkomst eindelijk tot stand en werd een dochtermaatschappij opgericht te Bissingen (regio Württemberg). Wilhelm Maybach was technisch assistent, Karl technisch manager. Hun eerste motor haalde 72 km/u.
Wilhelm Maybach zorgde ook voor Karl's commerciële toekomst, lerend van het DMG-avontuur. Het bedrijf werd verplaatst naar Friedrichshafen en hernoemd tot de Luftfahrzeug Motoren GmbH. Vader en zoon kregen beide 20% van de aandelen, zodat Karl zou erven. Ze bleven Zeppelin van motoren voorzien en werkten ondertussen ook aan andere luchtschipmotoren. In 1912 werd het bedrijf eindelijk omgedoopt tot Maybach Motorenbau GmbH.
Tijdens de Eerste Wereldoorlog ontwikkelden ze een 120 pk vliegtuigmotor (1916) waarvan ze tijdens de oorlog 2000 stuks verkochten. Datzelfde jaar ontving Maybach (inmiddels 70) ook een eredoctoraat van de Technische Universiteit Stuttgart.

## Maybach automobielen (1922)
Na de oorlog werd Duitsland, middels het Verdrag van Versailles, de productie van alle luchtvaartuigen verboden. Maybach stapte over op de productie van hoge-snelheids dieselmotoren voor de weg en op het water en benzinemotoren voor auto's, hoewel ze niet meer hele auto's bouwden.
Kleine autobouwers in Duitsland bouwden echter hun eigen motoren, omdat inkoop te duur was. De enige geïnteresseerde koper was Spyker in 1920, maar Maybach wees het aanbod af als onvoldoende. Hij besloot weer complete auto's te gaan bouwen.
In 1921 begon Maybach luxueuze automobielen te produceren, naar het voorbeeld van de nieuwe modellen van Rolls Royce. Datzelfde jaar presenteerde hij het model W3 op de Expositie van Berlijn, dat goed ontvangen werd. De motor had 6 cilinders, ieder wiel was voorzien van een rem, de auto had een nieuwe versnellingsbak en een topsnelheid van 105 km/u. De auto was in productie tot 1928 en er werden zo'n 300 stuks van verkocht, vooral sedans en luxe-uitvoeringen - de tweezitter sportuitvoering deed het echter niet zo goed. Daarna volgde de Maybach W5 met zijn 135 km/u; deze was in productie in de periode 1927-1929 en verkocht 250 stuks.
In augustus van 1929 gebruikte de Zeppelin LZ-127 een Maybach V12 motor met 550 pk om op extreme hoogten te kunnen vliegen — hij kwam tot het randje van de atmosfeer. Hierop volgde de Maybach V12 auto met 150 pk bij 2800 toeren per minuut. Het was de eerste 12-cilinderauto in Duitsland, met een lichtgewicht motor, die met het oog op gebruik in luchtschepen van aluminium was gemaakt, zuigers van een lichte legering, een inhoud van 7 liter en een enorm koppel. Maar in de naoorlogse crisis werden er maar een paar dozijn verkocht. In 1930 volgde een opvolger, de DS7-Zeppelin auto met 12 cilinders en 7 liter.
In Stuttgart had DMG te lijden onder de economische crisis en druk van de banken. In 1926 fuseerde DMG met het bedrijf Benz & co. van Carl Benz, waardoor de Daimler Benz AG ontstond. De V12 motoren van Maybach werden tijdens de Tweede Wereldoorlog gebruikt in de Tiger I, Tiger II en Panther tanks.
Wilhelm Maybach overleed in 1929 op 83-jarige leeftijd.

## De heropstanding van het merk Maybach (2002)
Sinds 2002 is het merk Maybach weer in gebruik voor zeer luxueuze automobielen gebouwd door het Daimler-Benz concern.
- Bibliothèque nationale de France: cb155062221 (data)
- Gemeinsame Normdatei: 118579517
- International Standard Name Identifier: 0000 0000 2706 2413
- Library of Congress Control Number: n82130613
- Nederlandse Thesaurus van Auteursnamen: 098866397
- Réseau des bibliothèques de Suisse occidentale: 02-A010115206
- Virtual International Authority File: 30148995934659751412